# Вязовка (приток Пальной)
Вязовка — река в России, протекает по Захаровскому району Рязанской области. Правый приток реки Пальной. Длина — 13 км.
Исток — в болотах у деревни Орешково, устье — у села Старое Зимино. Протекает в северо-восточном направлении.

## Притоки
- Горелая (лв.)[3]
- Барская (лв.)[3]

## Данные водного реестра
По данным государственного водного реестра России, относится к Окскому бассейновому округу, речной бассейн — Ока, речной подбассейн — бассейны притоков Оки до впадения Мокши, водохозяйственный участок — Ока от города Коломны до города Рязани.
Код объекта в государственном водном реестре — 09010102012110000024831.